# カステッルッチョ・ヴァルマッジョーレ
カステッルッチョ・ヴァルマッジョーレ（イタリア語: Castelluccio Valmaggiore）は、イタリア共和国プッリャ州フォッジャ県にある、人口約1,200人の基礎自治体（コムーネ）。

## 地理

### 位置・広がり

#### 隣接コムーネ
隣接するコムーネは以下の通り。
- ビッカリ
- チェッレ・ディ・サン・ヴィート
- トローイア